# Lew Muchin
Lew Dmitrijewicz Muchin ros. Лев Дмитриевич Мухин (ur. 15 października 1936 w Stanicy Konstantinowskiej, zm. 25 kwietnia 1977) – radziecki bokser kategorii ciężkiej, wicemistrz olimpijski z 1956.
W wieku 19 lat został wicemistrzem ZSRR w wadze ciężkiej. Podczas mistrzostw ZSRR w 1956 przegrał w finale z weteranem Algirdasem Šocikasem, ale mimo to został wytypowany do reprezentacji olimpijskiej. 
Na letnich igrzyskach olimpijskich w 1956 w Melbourne wygrał trzy walki przed czasem, ale w finale uległ przez nokaut w 1. rundzie Pete’owi Rademacherowi ze Stanów Zjednoczonych.
Zdobył brązowy medal w mistrzostwach ZSRR w 1960.
W 1956 otrzymał tytuł Zasłużonego Mistrza Sportu ZSRR, a w 1957 Order „Znak Honoru”.